# (4074) Sharkov
(4074) Sharkov (1981 UN11) – planetoida z pasa głównego asteroid okrążająca Słońce w ciągu 5,26 lat w średniej odległości 3,02 j.a. Odkryta 22 października 1981 roku.